# كونستانتين أيريتش
كونستانتين أيريتش (بالألمانية: Konstantin Airich) مواليد 4 نوفمبر 1978 في أستانة، الجمهورية الكازاخية السوفيتية الاشتراكية، هو ملاكم محترف ألماني يصنف ضمن فئة الوزن الثقيل بدأ مسيرته الاحترافية سنة 2007 حيث انتصر في نزاله الأول.

## المسيرة الاحترافية
من نزالاته:
- خسر أمام مانويل شار بالضربة القاضية (2012/12/21).
- خسر أمام فياتشيسلاف جلازكوف (2012/09/08).
- خسر أمام أودلانير سوليس (2012/05/19).

## إحصائيات
خاض خلال مسيرته 43 نزالا، فاز في 23 وتعادل في 2 وخسر في 18. فاز بالضربة القاضية في 18 نزالا.

## روابط خارجية
- كونستانتين أيريتش على موقع بوكس ريك (الإنجليزية) (registration required)